# Hafenmarkt 10 (Dillingen an der Donau)

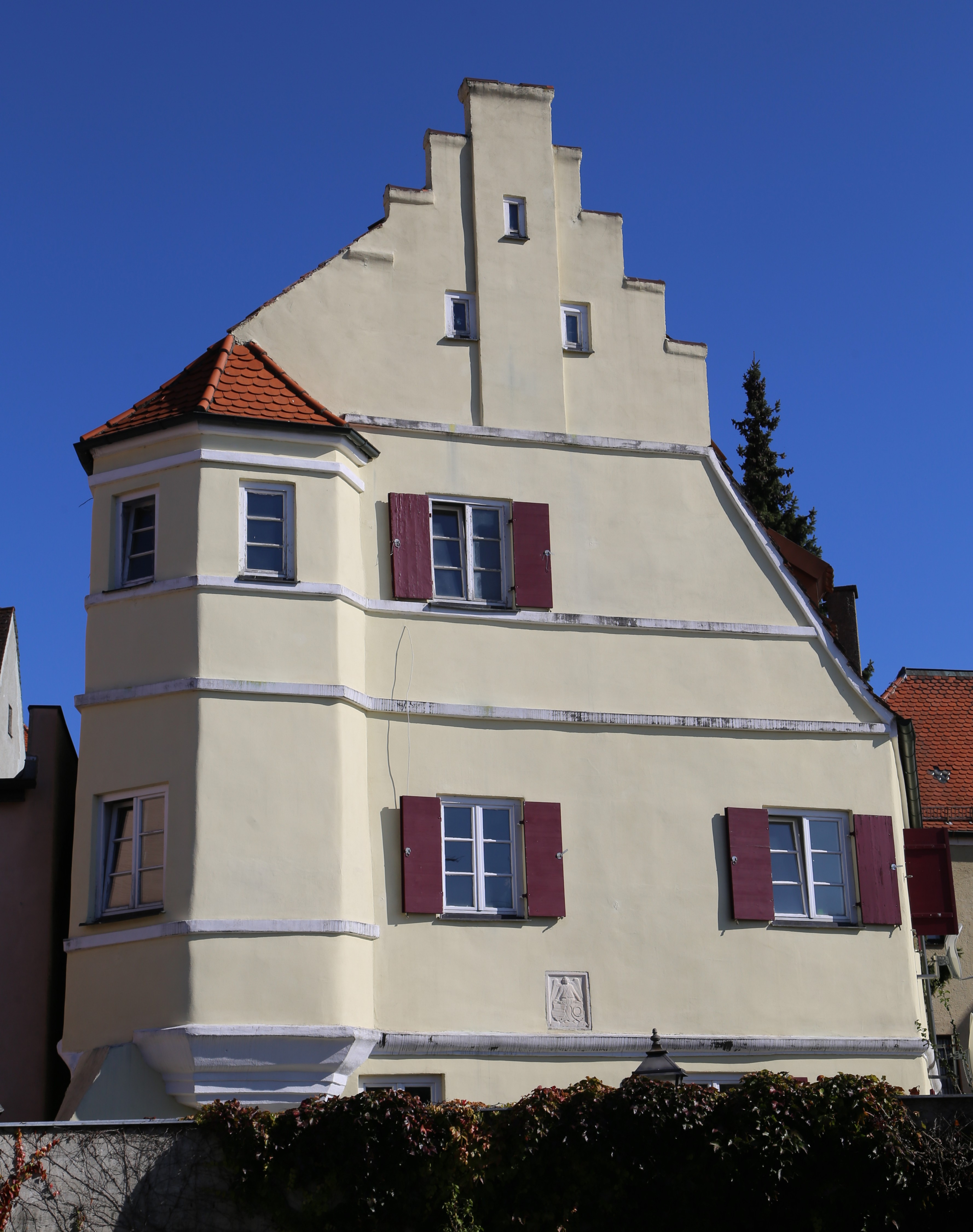
Wohnhaus Hafenmarkt 10 in Dillingen an der Donau

Das Gebäude Hafenmarkt 10 in Dillingen an der Donau, der Kreisstadt des Landkreises Dillingen an der Donau im Regierungsbezirk Schwaben in Bayern, wurde um 1600  errichtet. Das Wohnhaus ist ein geschütztes Baudenkmal.
Der dreigeschossige Satteldachbau mit getrepptem Ziergiebel und polygonalem Eckerker auf Profilkonsole  hat an der Hausfassade ein Allianzwappen von Georg Diepold von Gemmingen (1584–1624), fürstlich-augsburgischer Statthalter in Dillingen an der Donau, und Anna Margarethe von Knoeringen.